# Acrolophus
Acrolophus är ett släkte av fjärilar. Acrolophus ingår i familjen Acrolophidae.

## Bildgalleri

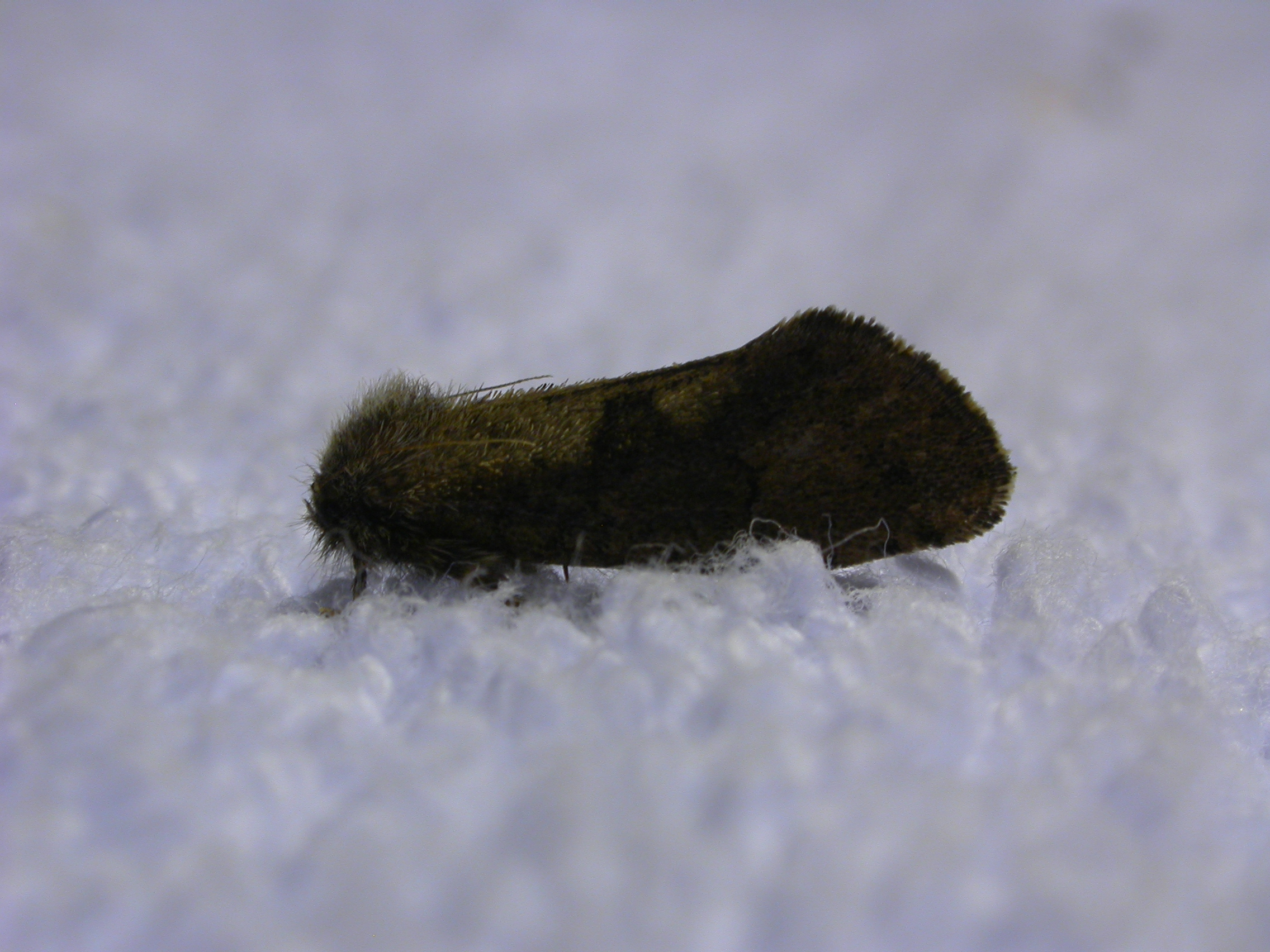

## Dottertaxa tillAcrolophus, i alfabetisk ordning[1]
- Acrolophus abdita
- Acrolophus acanthogona
- Acrolophus acornus
- Acrolophus agrotipennella
- Acrolophus albipennis
- Acrolophus anaphorella
- Acrolophus anathyrsa
- Acrolophus angulatella
- Acrolophus angustipennellus
- Acrolophus antonellus
- Acrolophus apertella
- Acrolophus arcanella
- Acrolophus arcasalis
- Acrolophus arcei
- Acrolophus arcturella
- Acrolophus argentinus
- Acrolophus arida
- Acrolophus arimusalis
- Acrolophus arizonellus
- Acrolophus australis
- Acrolophus bactra
- Acrolophus baldufi
- Acrolophus barbipalpis
- Acrolophus barema
- Acrolophus barnesii
- Acrolophus baryspila
- Acrolophus basistriatus
- Acrolophus bicornutus
- Acrolophus bidens
- Acrolophus bifurcata
- Acrolophus bipectinicornus
- Acrolophus bogotensis
- Acrolophus bombaulia
- Acrolophus bombycina
- Acrolophus boucardi
- Acrolophus bugabae
- Acrolophus busckella
- Acrolophus capex
- Acrolophus capitatus
- Acrolophus caprimulgus
- Acrolophus carphologa
- Acrolophus catagnampta
- Acrolophus cathecta
- Acrolophus ceramochra
- Acrolophus cervicolor
- Acrolophus cervinus
- Acrolophus chiricahuae
- Acrolophus chloropelta
- Acrolophus chonactis
- Acrolophus clarkei
- Acrolophus cleptica
- Acrolophus cockerelli
- Acrolophus coloradellus
- Acrolophus condita
- Acrolophus confusellus
- Acrolophus contubernalis
- Acrolophus corrientis
- Acrolophus corticinocolor
- Acrolophus corvula
- Acrolophus corymba
- Acrolophus cosmeta
- Acrolophus cossoides
- Acrolophus crassicordis
- Acrolophus crescentella
- Acrolophus cressoni
- Acrolophus crinifrons
- Acrolophus cyclophora
- Acrolophus damina
- Acrolophus davisellus
- Acrolophus dentiger
- Acrolophus diachelota
- Acrolophus dictyopsamma
- Acrolophus dimidiella
- Acrolophus directus
- Acrolophus diversus
- Acrolophus doeri
- Acrolophus dorsimacula
- Acrolophus ductifera
- Acrolophus echinon
- Acrolophus echinura
- Acrolophus ectenes
- Acrolophus empedocles
- Acrolophus emphytopa
- Acrolophus erethismia
- Acrolophus euporia
- Acrolophus euteles
- Acrolophus exaphrista
- Acrolophus exigua
- Acrolophus farracea
- Acrolophus ferrarenella
- Acrolophus ferruginea
- Acrolophus fervida
- Acrolophus filicornis
- Acrolophus flavicomus
- Acrolophus forbesi
- Acrolophus fumida
- Acrolophus furcatus
- Acrolophus fuscisignatus
- Acrolophus galeata
- Acrolophus garleppi
- Acrolophus gigantea
- Acrolophus goniocentra
- Acrolophus granulatella
- Acrolophus griseus
- Acrolophus guttatus
- Acrolophus halidora
- Acrolophus hamiferella
- Acrolophus harmoniella
- Acrolophus harparsen
- Acrolophus harpella
- Acrolophus hedemanni
- Acrolophus heinrichi
- Acrolophus heppneri
- Acrolophus hirsutivestita
- Acrolophus hirsutus
- Acrolophus horridalis
- Acrolophus hulstellus
- Acrolophus hypophaea
- Acrolophus icarus
- Acrolophus illudens
- Acrolophus indecora
- Acrolophus infida
- Acrolophus invida
- Acrolophus irrisoria
- Acrolophus jalapae
- Acrolophus juxtatus
- Acrolophus kearfotti
- Acrolophus klotsi
- Acrolophus laetifica
- Acrolophus laminicornus
- Acrolophus languidalis
- Acrolophus latiberbis
- Acrolophus laticapitana
- Acrolophus leopardus
- Acrolophus lerodes
- Acrolophus leucallactis
- Acrolophus leucodocis
- Acrolophus leucopogon
- Acrolophus leucotricha
- Acrolophus libitina
- Acrolophus lithopa
- Acrolophus luriei
- Acrolophus macrogaster
- Acrolophus macrophallus
- Acrolophus macrozancla
- Acrolophus maculata
- Acrolophus maculifer
- Acrolophus maculisecta
- Acrolophus manticodes
- Acrolophus marcida
- Acrolophus medioliniella
- Acrolophus melanodoxa
- Acrolophus merocoma
- Acrolophus mexicanellus
- Acrolophus micromacha
- Acrolophus mimasalis
- Acrolophus minima
- Acrolophus misema
- Acrolophus mminor
- Acrolophus modestas
- Acrolophus monoctenis
- Acrolophus mora
- Acrolophus morbidula
- Acrolophus morrisoni
- Acrolophus mortipennellus
- Acrolophus mycetophagus
- Acrolophus nelsoni
- Acrolophus niveipunctata
- Acrolophus noctivaga
- Acrolophus noctuina
- Acrolophus nubifer
- Acrolophus numidia
- Acrolophus occidens
- Acrolophus occultum
- Acrolophus ochracea
- Acrolophus orizaba
- Acrolophus ornata
- Acrolophus pachynta
- Acrolophus pallidus
- Acrolophus panamae
- Acrolophus pannephela
- Acrolophus particeps
- Acrolophus parvipalpus
- Acrolophus parvus
- Acrolophus pauper
- Acrolophus penumbra
- Acrolophus perpetua
- Acrolophus perrensella
- Acrolophus perrensi
- Acrolophus persimplex
- Acrolophus phaeomalla
- Acrolophus pholeter
- Acrolophus piger
- Acrolophus pinnifera
- Acrolophus plumifrontalis
- Acrolophus poeyi
- Acrolophus popeanella
- Acrolophus practica
- Acrolophus praetusalis
- Acrolophus prepodes
- Acrolophus pristinella
- Acrolophus propinqua
- Acrolophus psammophila
- Acrolophus pseudohirsutus
- Acrolophus pseudonoma
- Acrolophus psoloessa
- Acrolophus pumicea
- Acrolophus punctata
- Acrolophus punctellus
- Acrolophus pusilla
- Acrolophus pygmaea
- Acrolophus pyramellus
- Acrolophus quadrellus
- Acrolophus quadripunctellus
- Acrolophus rastricornis
- Acrolophus ridicula
- Acrolophus robertus
- Acrolophus rupestris
- Acrolophus sacchari
- Acrolophus sagaritis
- Acrolophus salvini
- Acrolophus sarista
- Acrolophus satyrisca
- Acrolophus scardina
- Acrolophus schistodes
- Acrolophus scopodes
- Acrolophus scotera
- Acrolophus scotina
- Acrolophus scrupulata
- Acrolophus seculatus
- Acrolophus seminigera
- Acrolophus sepulcralis
- Acrolophus serratus
- Acrolophus setiacma
- Acrolophus signatus
- Acrolophus simulatus
- Acrolophus sinclairi
- Acrolophus spathista
- Acrolophus spilotus
- Acrolophus spinifera
- Acrolophus subfusca
- Acrolophus superstes
- Acrolophus synapta
- Acrolophus tenuis
- Acrolophus tetrancyla
- Acrolophus texanella
- Acrolophus thaminodes
- Acrolophus tholomicta
- Acrolophus torta
- Acrolophus tretus
- Acrolophus triatomella
- Acrolophus tricausta
- Acrolophus trichosoma
- Acrolophus triformellus
- Acrolophus umbratipalpis
- Acrolophus uncigera
- Acrolophus uncispinis
- Acrolophus unipectinicornus
- Acrolophus unistriganus
- Acrolophus urcei
- Acrolophus walsinghami
- Acrolophus vanduzeei
- Acrolophus variabilis
- Acrolophus vauriei
- Acrolophus vespertilio
- Acrolophus whitelyi
- Acrolophus vigia
- Acrolophus violacellus
- Acrolophus vitellus
- Acrolophus xylinella
- Acrolophus zanclophora
- Acrolophus zeella